# スーパー・ビジョン (企業)
スーパー・ビジョン（SUPER VISION Inc.）は、アニメーション作品を中心とした映像ソフトの製造・販売を主な業務内容とする日本の企業である。アサツー ディ・ケイ（ADK）の100%出資により、1991年に設立された。
歴代の代表取締役は、ADKの関連企業日本アドシステムズ（NAS）の代表取締役も兼務している。
近年はニコニコチャンネルにてNAS作品の有料配信を目的とした『フルアニMAX』を運営し、『人造昆虫カブトボーグ V×V』を始めとするアニメ作品を配信していた。同様にNASが製作に関与する『プリティーリズム・ディアマイフューチャー』の公式チャンネル運営も行っていた。
2012年9月30日をもって法人としては解散した。また、『フルアニMAX』も同年9月28日に閉鎖され、『プリティーリズム』公式チャンネルもNAS運営の新チャンネルに移管された。